# مأموریت مضاعف
مأموریت مضاعف (به ایتالیایی: A doppia mandata) یک فیلم سینمایی دلهره‌آور فرانسوی-ایتالیایی محصول سال ۱۹۵۹ به کارگردانی کلود شابرول است که بر اساس رمان کلید خیابان نیکلاس نوشته استنلی الین نویسنده آمریکایی ساخته شده است.

## داستان
لدا (آنتونلا لوالدی)، معشوقه هنری کشته می‌شود و خانواده مادر را به ارتکاب جنایت متهم می‌کنند. اما نامزد دختر مارکو (ژان-پل بلموندو) شک دارد که لدا توسط شخص دیگری کشته شده باشد.

## بازیگران
- مادلن رابینسون در نقش ترزه مارکو
- آنتونلا لوالدی در نقش لدا
- ژان-پل بلموندو در نقش لازلو کواچ
- ژاک داکمین در نقش هنری مارکو
- ژان والری در نقش الیزابت
- برنادت لافون در نقش جولی، خدمتکار
- آندره جوسلین در نقش ریچارد مارکو
- ماریو دیوید در نقش راجر، شیر دوش
- لاسلو سابو به عنوان دوست لازلو

## تولید
این فیلم توسط آنری دوکایی فیلمبردار، در محل اکس-آن-پرووانس فیلمبرداری شده‌است.